# Substantiv propriu și substantiv comun
Un substantiv propriu este un substantiv care identifică o singură entitate și este utilizat pentru a se referi la acea entitate, cum ar fi București, Traian, Vlad sau Oltenia, diferențiat de un substantiv comun, care este un substantiv care se referă la o clasă de entități (oraș, persoană, nume, regiune) și poate fi utilizat atunci când se referă la instanțele unei clase specifice (un oraș, aceste persoane, numele, regiunea noastră). Unele substantive proprii apar în formă de plural (opțional sau exclusiv), iar apoi se referă la grupuri de entități considerate ca fiind unice (Popești, Rădulești, Azore, Pleiade). Substantivele proprii pot apărea și în aplicații secundare, de exemplu substantive modificatoare, sau în rolul substantivelor comune (el nu este Pavarotti; câțiva vor fi Napoleoni). Definiția detaliată a termenului este problematică și, într-o oarecare măsură, guvernată de convenție.